# Villa d'Adda
Villa d'Adda (Éla d'Ada) é uma comuna italiana da região da Lombardia, província de Bérgamo, com cerca de 4.714 habitantes. Estende-se por uma área de 6 km², tendo uma densidade populacional de 786 hab/km². Faz fronteira com Brivio (LC), Calco (LC), Calusco d'Adda, Carvico, Imbersago (LC), Pontida, Robbiate (LC).

## Demografia
| Variação demográfica do município entre 1861 e 2011                               |
|                                                                                   |
| Fonte: Istituto Nazionale di Statistica (ISTAT) - Elaboração gráfica da Wikipedia |